# 井內啟二
井內啓二 （いない けいじ，1976年3月17日—），本名井内求生 （いない ひでお），日本的作曲家、編曲家。 

## 經歷
大學就讀桐朋學園大學音樂學部，專攻鋼琴。在學時對音樂工作室的工作內容產生興趣，為了學習音樂工作室的內容及作/編曲等相關技能，因此在大學時中途退學。
1999年他就讀大學時，因為擔任白井晃演出的歌劇『法斯塔夫』裡音樂監督中西俊博的助手後，開始在中西俊博的工作室旗下學習配樂的相關知識。在這之後，與中西一同參與了富士電視台播出的『Fighting Girl』、『初体験』等電視劇配樂的鋼琴、合成器操作、編曲等工作，由此開始了作為配樂作家的職業生涯。他主要的工作內容為TV、CM、電影、遊戲、廣播、時裝秀等領域提供樂曲。

## 作品

### 動畫

#### 音樂
- 妖怪少爺～千年魔京～（2010年）※和  田中公平，澤口和彦共同
- 蠟筆小新：黃金間諜大作戰（2011年）※和  荒川敏行，多田彰文 共同
- 蠟筆小新：我和我的宇宙公主（2012年）※和 荒川敏行，多田彰文， 松尾早人 共同
- 驚爆遊戲（2012年）
- 足球騎士（2012年）※和  岩崎文紀 共同
- 史上最強弟子兼一（2012年）
- 萌萌侵略者 OUTBREAK COMPANY（2013年）
- 黑色嘉年華（2013年）※和  浜口史郎 共同
- ONE PIECE 特別篇 〜霧之島的冒險〜（2015年）※和  田中公平，浜口史郎，丸尾稔，岩崎文紀 共同
- 在地下城尋求邂逅是否搞錯了什麼（2015年）
- 重裝武器（2015年）※和  井內舞子 共同
- 發條精靈戰記 天鏡的極北之星（2016年）
- 王室教師海涅（2017年）
- 劍姬神聖譚 在地下城尋求邂逅是否搞錯了什麼外傳（2017年）
- ONE PIECE 東海篇 〜魯夫與4位伙伴的大冒險〜（2017年）※和  田中公平，浜口史郎，丸尾稔，岩崎文紀 共同
- 魔法少女網站（2018年）
- 在地下城尋求邂逅是否搞錯了什麼 第二季（2019年）
- 普通攻擊是全體二連擊，這樣的媽媽你喜歡嗎？（2019年）
- 魔王學院的不適任者～史上最強的魔王始祖，轉生就讀子孫們的學校～（2020年）
- 在地下城尋求邂逅是否搞錯了什麼 第三季（2020年）
- 突然降臨的埃及神（2020年）
- 持續狩獵史萊姆三百年，不知不覺就練到LV MAX（2021年）
- 星際大戰：視界 The Duel（2021年）
- BUILD DIVIDE -#000000（CODE：BLACK）-（2021年）※和  東大路憲太 共同
- 在地下城尋求邂逅是否搞錯了什麼 第四季上半（2022年）
- 在地下城尋求邂逅是否搞錯了什麼 第四季下半（2023年）
- 突然降臨的埃及神 第二季（2023年）
- 她去公爵家的理由（2023年）

#### 編曲
- 劇場版魔法禁書目錄：安迪米昂的奇蹟（2013年）※和 岩崎文紀，松尾早人 共同
- 東京闇鴉（2013年）
- 霸穹 封神演義（2018年）

#### 其他
- 冰菓（2012年）※合成器操作員

### 遊戲

#### 音樂
- 跑車浪漫旅5（2010年）※2首
- PlayStation Vita 操作系統和應用程序的音乐（2011年）
- 跑車浪漫旅6（2013年）※4首
- 在地下城尋求邂逅是否搞錯了什麼～記憶憧憬～（2017年）

#### 編曲
- 跑車浪漫旅5 序章（2007年）
- 白騎士物語 -遠古的鼓動-（2010年）
- 幻境神界:大天使的崛起（2011年）※和 浜口史郎，松尾早人，多田彰文，澤口和彦 共同
- 重力異想世界（2012年）※和 田中公平 共同
- 重力異想世界2（2017年）※和 田中公平 共同

### 電影

#### 音樂
- 地獄為何惡劣（2013年）
- 劇場版 在地下城尋求邂逅是否搞錯了什麼 ─獵戶座之箭─ （2019年）
- 劇場版 王室教師海涅（2019年）
- BURN THE WITCH（2020年）

#### 編曲
- 南極料理人（2009年）※劇中BGM

### 電視劇

#### 編曲
- Fighting Girl（2001年）
- 初体験（2002年）

### CM

#### 作曲
- 京都動畫 自家原創廣告「星篇」(2011年8月)

## 外部連結
- 井内啓二的X（前Twitter）
- 株式会社イマジン